# Fortunát Hartmann

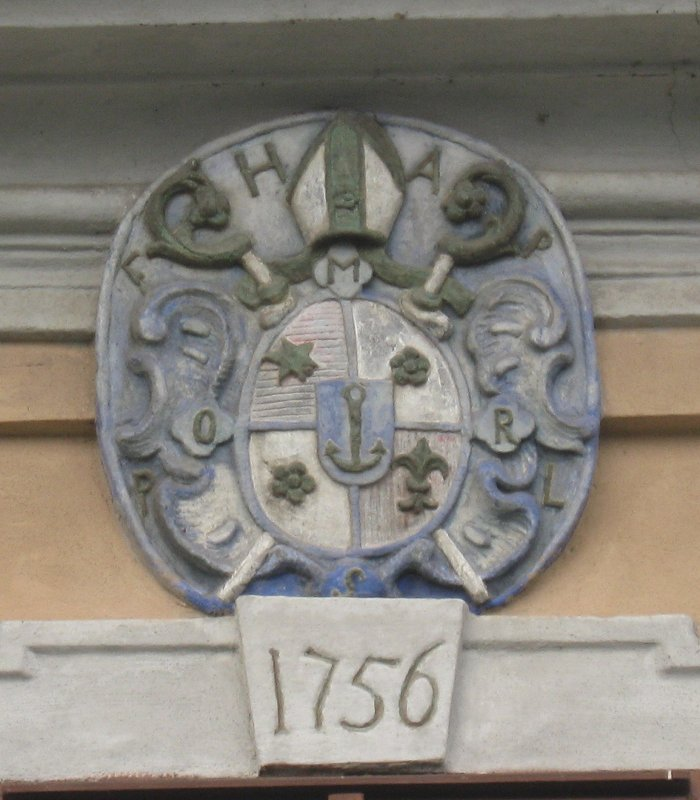
Erb Fortunáta Hartmanna na budově proboštství v České Lípě

Fortunát Hartmann, křtěný Jan Ondřej, někdy též Fortunatus (12. srpna 1714 Plzeň – 10. srpna 1779 Plasy), byl od roku 1755 do své smrti opatem cisterciáckého kláštera v Plasích.
Plzeňský rodák složil profesní slib do rukou plaského opata Evžena Tyttla v srpnu 1732. V Plasích studoval na domácím studiu morální teologii, v roce 1736 se podílel na sepsání gratulačního sborníku básní při příležitosti dokončení stavby konventu a 50. jubilea složení řeholních slibů opata Tyttla. Později Hartmann profesorem filozofie v Praze. Poté se vrátil do Plas, kde se stal nejprve převorem a od roku 1755 až do své smrti opatem. V roce 1764 byl zvolen vizitátorem a generálním vikářem řádu v Čechách a na Moravě.
Za jeho vlády se zvětšilo klášterní panství a byla dokončena stavba Mariánské Týnice, ke které přispěl především výstavbou samotného proboštství a výzdobou kostela.

## Střípky ze života
- dokončil stavbu nového dvora v Lomanech
- v první polovině své vlády barokně nechal přestavit hospodářský dvůr Třemošnice
- v letech 1756–1757 nechal opravit a přestavět v barokním stylu budovu proboštství v České Lípě
- v roce 1757 koupil panství a zámek v Dolní Bělé, získal tak mimo jiné dvory Tlucná a Vrtba
- následujícího roku nechal naproti dvoru v Tlucné vystavět nový ovčín, později přebudoval i starý dvůr
- také roku 1758 nechal u silnice mezi Trojany a Hadačkou postavit Olšanskou myslivnu
- ve dvoře Vrtba nechal v roce 1761 postavit novou stodolu a možná ještě další budovy
- roku 1764 dokončil přestavbu dvora v Lednici
- nechal opravit kapli sv. Jana Křtitele v kaceřovském zámku
- v roce 1766 nechal postavit velkou stodola v areálu starého zámeckého dvora v Dolní Bělé
- v roce 1769 nechal opravil hospodářský dvůr Kalec